# Бејлик Махала
Бејлик Махала (грч. Βαλτοτόπι, Валтотопи) је насељено место у општини Емануил Папас у периферији Средишња Македонија, Грчка. Према попису из 2021. године било је 680 становника.
Према бугарском географу и историчару, Василу Канчову, у Бејлик Махали је 1900. године живело 450 Словена хришћана. Током Балканских и Првог светског рата село је настрадало и део мештана је избегао, тако је после рата остало 252 житеља. Од 1923. до 1924. године насељено је 39 грчких избегличких породица, укупно 179 особа. На попису из 1928. године Бејлик Махала је имала 488 становника. Након регулације и исушења Тахинског језера насељене су и друге избегличке породице, те је 1940. године било 1.054 становника.